# 前604年
| 千纪： | 前1千纪 |
| 世纪： | 前8世纪 \| 前7世纪 \| 前6世纪 |
| 年代： | 前630年代 \| 前620年代 \| 前610年代 \| 前600年代 \| 前590年代 \| 前580年代 \| 前570年代                                                                               |
| 年份： | 前609年 \| 前608年 \| 前607年 \| 前606年 \| 前605年 \| 前604年 \| 前603年 \| 前602年 \| 前601年 \| 前600年 \| 前599年                                                 |
| 纪年： | 周定王三年 魯宣公五年 齊惠公五年 晉成公三年 秦共公五年 宋文公七年 楚庄王十年 衛成公三十一年 陈灵公十年 蔡文侯八年 曹文公十四年 郑襄公元年 燕桓公十四年 杞桓公三十三年 |

## 大事記
- 楚莊王命孫叔敖取代虞丘子担任令尹。
- 鲁宣公到齐国访问，高固让齐惠公留住鲁宣公，使鲁宣公答应把叔姬嫁给他。秋天，高固到鲁国迎叔姬。
- 楚国與陈国結盟，攻打郑国。晋国上军将荀林父攻打陈国以救郑国。

## 逝世
- 秦共公，秦國君主（生年不詳）。
- 叔孙得臣，鲁国三桓叔孙氏大夫